# Перерва (Верхньокамський район)
Пере́рва (рос. Перерва) — селище у складі Верхньокамського району Кіровської області, Росія. Входить до складу Камського сільського поселення.

## Населення
Населення становить 27 осіб (2010, 53 у 2002).
Національний склад станом на 2002 рік — росіяни 96 %.

## Історія
Селище було засноване 1926 року сплавщиками лісу.